# 北76線
北76線 馬山－黎頭窩，是位於新北市的一條區道，西起林口區馬山，東至泰山區黎頭窩，全長6.118公里。

## 路線說明
北76線起自新北市林口區文化一路一段口，經忠孝路東行右轉入646巷，再左轉過麗園二街38巷即為大科路，跨區界進入泰山區後抵達大窠溪和單柱雙層五楊高架旁即沿溪谷一路下坡，止於泰林路三段口、黎明技術學院外。
大科路全線禁行15公噸以上大貨車，大科一路口以西更禁行非公車的甲乙類大客車。
新北市
- 林口區：馬山（起點，105線岔路）→ 忠孝路 → 忠孝路646巷 →  （區界）
- 泰山區：（區界）大窠坑（初代北52線起點）→ 大科路 → 黎頭窩（終點，106線岔路）

## 歷史
日治時期鑑於林口往來台北盆地交通不便，1929年（昭和4年）於大窠溪溪谷修築丈二寬（約3.6公尺）道路改善林口對外交通，即今日北76線前身，並設石碑紀念。台灣光復後本線多次拓寬，至1990年代完成雙車道寬度。自1974年同樣在大窠溪溪谷、沿北76線泰山段（大科路）路廊修築的中山高速公路完工通車，本線由於高低差較大導致重要性不如以往，然而林口新市鎮於2010年代快速發展，即便緊靠北76線的五楊高架通車分流，中山高主線依然無法應付林口龐大車潮，因此近年一度有拓寬泰山段倡議。
| 北76線歷史沿革 | 北76線歷史沿革                                      | 北76線歷史沿革                                                   |
| 年代           | 本編號沿革                                          | 本路線沿革                                                       |
| -------------- | --------------------------------------------------- | ---------------------------------------------------------------- |
| 1961年         | 樹林－陂內坑間1.387km                               | 大窠坑－橫窠雅間編為北52線，現今起點至大窠坑可能未修築或非公路。 |
| 1976年         | 全線編入北77線後成為空號（陂內坑－沛舍坡間2.900km） | 改為大窠坑－橫窠坑間6.431km                                      |
| 1983年         | 原北52線改編為北76線。                              | 原北52線改編為北76線。                                           |

## 沿線地標、設施
- 麗園國小
- 大窠溪
- 中山高速公路（含五股楊梅高架道路）
- 泰山大窠坑新築道路記念碑
- 泰山收費站（僅文物陳列室和票亭遺跡）
- 黎明技術學院

## 交會公路
- 105線
- 106線